# Кримска автономна съветска социалистическа република
Кримската автономна съветска социалистическа република (на кримскотатарски: Qırım Muhtar Sotsialist Şuralar Cumhuriyet; официално име на кримско-татарски език (Yañalif): Qrьm Avonomjalь Sotsialist Sovet Respublikasь (Кърым Автономялы Социалист Совет Республикасы); на руски: Крымская Автономная Социалистическая Советская Республика) е създадена на 18 октомври 1921 г. като част от РСФСР на Кримския полуостров със столица Симферопол. Официалните езици са кримскотатарски и руски.

## История
Голяма част от населението ѝ са били кримските татари, които са били лишени от собственост и граждански права и насилствено са преселени в Средна Азия през 1944 г. (Техните конституционни права са възстановени през 1967 г., но не им е позволено да се завърнат до последните дни на Съветския съюз).
На 30 юни 1945 г. републиката е преобразувана в Кримска област в състава на РСФСР. Прехвърлена е на Украинската ССР през 1954 г.
След референдум, проведен на 20 януари 1991 г., Кримската автономна съветска социалистическа република е възстановена на 12 февруари 1991 г. от Върховния съвет на Украинската ССР. Днес официалното и име е Автономна република Крим.